# 아프로맨

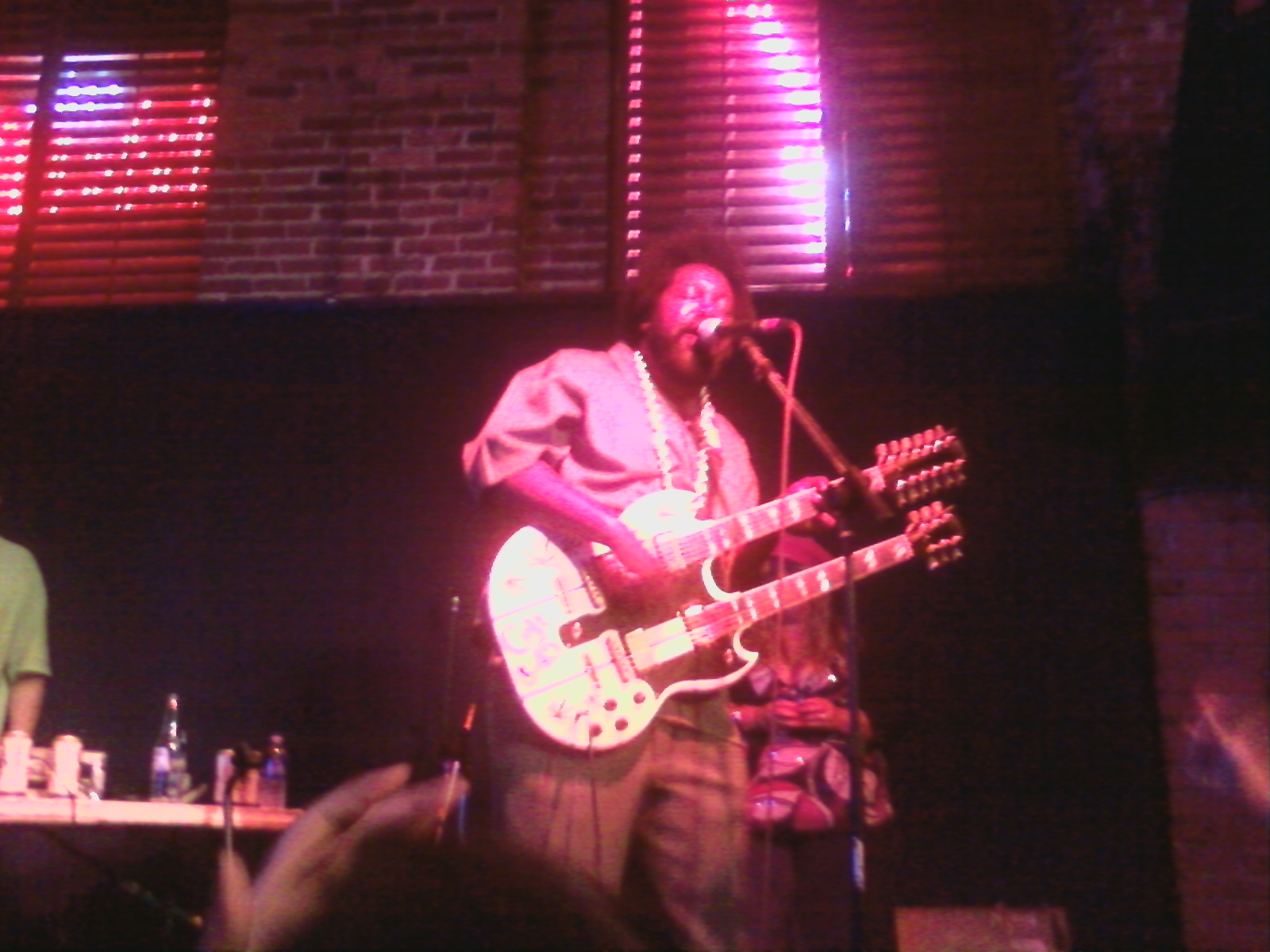

조셉 몰티머 포어맨(Joseph Mortimer Foreman, 1974년 7월 28일 ~ )은 예명인 아프로맨(Afroman)으로 더 잘 알려진 미국의 래퍼이다.

## 삶과 경력
아프로맨은 로스 앤젤레스의 사우스 센트럴에서 태어났으며, 캘리포니아의 팜데일에서 10대 시절을 보냈다. 그의 가장 잘 알려진 곡은 2001년에 P2P 냅스터(Napster)로 인해 유명해진 "Because I Got High"이며 또 다른 유명한 곡으로는 "Crazy Rap"이 있다.